# Sony Classical
Sony Classical es una compañía discográfica estadounidense con sede en Nueva York, especializada en música clásica. Fue fundada en 1924. 

## Historia
La compañía fue creada en 1924 como Columbia Masterworks Records, una empresa subsidiaria de la estadounidense Columbia Records. En 1948 emitió el primer disco de 12" y éxito comercial. A lo largo de las décadas siguientes entre sus artistas se contaron Isaac Stern, Pablo Casals, Vladimir Horowitz, Eugene Ormandy, Vangelis, Elliot Goldenthal y Leonard Bernstein. 
Columbia Records usó el sello Masterworks no solo para grabaciones de música clásica y de Broadway, sino también para álbumes de palabra hablada como la serie I Can Hear It Now de Edward R. Murrow y Fred W. Friendly. La CBS también presentó el nombre Masterworks en su equipamiento electrónico para el consumidor.
En 1980 el sello Masterworks de Columbia fue rebautizado CBS Masterworks Records, como una subsidiaria de CBS Records, produciendo lanzamientos clásicos y hablados así como álbumes de Broadway. CBS Masterworks empezó en 1927 como Columbia Masterworks Records, una subsidiaria del sello Columbia Records. Siguió en la familia Columbia hasta 1980, cuando fue rebautizada CBS Masterworks. Cuando CBS fue adquirida por Sony en 1990, el sello fue rebautizado Sony Classical Records. Su logo se hace eco del logo "Magic Notes" que era el emblema de Columbia hasta 1955. En los años noventa el sello suscitó controversia bajo el liderazgo de Peter Gelb pues puso más interés en música crossover que en lanzamientos propios de la música clásica, fracasando a la hora de hacer disponible al público su archivo de grandes grabaciones.
Remontándose "regreso al futuro," el nombre Masterworks vive en su serie de álbumes de Broadway, Masterworks Broadway Records, y como el nombre de la división de música clásica de Sony Music Entertainment, Sony Masterworks.